# Revelations: Persona
Revelations: Persona (укр. Одкровення: Персона), офіційно в Японії має назву Megami Ibunroku Persona (яп. 女神異聞録ペルソナ, кириліз.: Меґамі Ібунроку Перусона) — рольова відеогра 1996 року, розроблена та випущена компанією Atlus. Це перша гра в серії Persona, яка є підсерією франшизи Megami Tensei, і перша рольова гра в серії, випущена на Заході. Спочатку випущена для PlayStation в 1996 році в Японії та Північній Америці, гра була портована на Windows в 1999 році. Порт для PlayStation Portable під назвою Shin Megami Tensei: Persona був випущений в Північній Америці та Японії (під назвою Persona (яп. ペルソナ, кириліз.: Перусона)) у 2009 році, а наступного року — в Європі. Цей порт містив нові кат-сцени та перероблену англійську локалізацію, яка була більш вірною оригінальному японському випуску, оскільки оригінальна північноамериканська локалізація 1996 року була сильно розкритикована. Версія для PlayStation також була випущена для PlayStation Classic 3 грудня 2018 року по всьому світу, що стало першим випуском версії для PlayStation в Європі.
Історія зосереджена на групі старшокласників, які стикаються з низкою надприродних подій. Після гри в ворожіння кожен з них отримує здатність викликати Персони — свої внутрішні альтер-его. Протягом гри гравець може створювати нових Персон для бою, використовуючи картки заклинань, отримані в бою або під час розмов з ворогами.

## Ігровий процес
Revelations: Persona — це рольова відеогра, в якій гравець керує групою старшокласників. У грі використовується поєднання різних стилів навігації: навігація по рідному місту учнів здійснюється за допомогою виду зверху, навігація по стандартних середовищах, таких як зовнішні зони та місця дії сюжету, здійснюється за допомогою виду від третьої особи, а навігація по підземеллях та більшості інших будівель — від першої. Гравець зберігає свій прогрес, відвідуючи певні, заздалегідь визначені місця. Значок у верхньому правому куті екрана відображає фазу місяця. Битви викликаються як подіями сюжету, так і випадковими зустрічами на карті світу та в підземеллях. Якщо гравець атакує ворога ззаду, група отримує набір атак, які не коштують магічних очок або очок здоров'я.
Битви відбуваються на сітчастій бойовій арені, де персонажі та вороги рухаються відповідно до свого положення на сітці. Партія має чотири команди: «Напад» (битися з ворогами), «Взаємодія» (розмовляти з ворогом), «Аналіз» (перевіряти силу та слабкості ворога) та «Форма» (перегрупувати партію на сітці). Кожна Персона має доступ до восьми навичок. Кожен персонаж може змінювати свою Персону під час свого ходу. Персони заробляють очки досвіду незалежно від персонажів, яким вони приписані, отримуючи нові здібності завдяки тривалому використанню. Досвід нараховується залежно від того, як часто гравець використовує певних персонажів або Персон. Окрім своїх Персон, кожен персонаж може атакувати за допомогою озброєння ближнього бою або вогнепальної зброї, використовувати предмети або намагатися розмовляти з демонами, які виступають стандартними ворогами в грі.
Розмова з демоном має різні ефекти залежно від його особистості, реагуючи певним чином на певні дії. Є чотири емоційні реакції, які гравець може викликати у демона: гнів, страх, радість і зацікавленість. Тричі викликавши одну з цих емоцій, демон виконає певну дію: розлючений демон атакує групу, переляканий демон втече з бою, радісний демон дасть гравцеві предмет, а зацікавлений — або залишить бій, або дасть гравцеві предмет, або дасть гравцеві спеціальну карту заклинання. Функції, пов'язані з налаштуванням Персон, виконуються в спеціальному місці, яке називається «Оксамитова кімната»: там персонаж Ігор може за певну плату викликати нових Персон з-поміж різних переможених ворогів. Він також може використовувати дві картки заклинань разом зі спеціальним предметом, щоб створити нову Персону, яка може успадкувати навички від Персон, використаних у злитті. Персона може бути об'єднана тільки за допомогою карт з певних сімей Персон. Персони також можуть бути видалені, якщо гравець вирішить це зробити.

## Персонажі
- Протагоніст: Мовчазний хлопець із проколотим вухом.
- Макі Сономура (Мері): Квола дівчина, прикута до ліжка, більшість свого життя хворіє.
- Масао Інаба (Марк): Балакун із гучним голосом, закоханий у Макі.
- Кеі Нанджьо (Нейт Трініті): Спадкоємець багатства групи Нанджьо, прагматичний і поблажливий.
- Хідехіко Уесуґі (Бред): Самовпевнений жартівник, який прагне уваги.
- Еріко Кірішіма (Еллен): Майбутня модель і дизайнерка моди..
- Юка Аясе (Алана): Фарбована блондинка в стилі «коґаль», трохи легковажна.
- Реіджі Кідо (Кріс): Загадковий учень зі шрамом у формі X на голові.
- Юкіно Маюдумі (Юкі): Колишня янкі, яка тепер піклується про своїх однокласників.

## Сприйняття
Під час свого дебютного тижня Persona продалась у кількості 201 147 копій. Цей показник залишався найкращим стартовим результатом у франшизі до виходу Persona 5 у 2016 році. У рік свого релізу в Японії Persona розійшлася тиражем 391 556 одиниць, посівши 21-ше місце в рейтингу 100 найпродаваніших ігор того року. На момент першого західного релізу гру називали «неочікуваним хітом» (sleeper hit). Порт гри для PSP також виявився дуже успішним: попри очікувані продажі в 50 000 копій у Японії та 35 000 у Північній Америці, фактичні цифри досягли 160 000 та 49 000 відповідно.